# Medibank International 2006 - Doppio femminile
Il doppio femminile  del torneo di tennis Medibank International 2006, facente parte del WTA Tour 2006, ha avuto come vincitrici Corina Morariu e Rennae Stubbs che hanno battuto in finale Virginia Ruano Pascual e Paola Suárez con il punteggio di 6–3, 5–7, 6–2

## Teste di serie
1. Lisa Raymond /  Samantha Stosur (semifinali)
2. Anna-Lena Grönefeld /  Liezel Huber (semifinali)

1. Corina Morariu /  Rennae Stubbs (campionesse)
2. Virginia Ruano /  Paola Suárez (finale)

## Tabellone

### Legenda
| - Q = Qualificato - WC = Wild card - LL = Lucky loser | - ALT = Alternate - SE = Special Exempt - PR = Protected Ranking | - w/o = Walkover - r = Ritirato - d = Squalificato |